# 永和 (后秦)
永和（416年二月-417年八月）是十六国时期后秦末主姚泓的年号，共计2年。这也是后秦的最后一个年号。

## 纪年
| 永和 | 元年  | 二年  |
| ---- | ----- | ----- |
| 公元 | 416年 | 417年 |
| 干支 | 丙辰  | 丁巳  |

## 参看
- 中国年号索引
- 其他时期使用的永和年号
- 同期存在的其他政权年号
  - 义熙（405年-418年）：東晉皇帝晋安帝司马德宗的年号
  - 玄始（412年十一月-428年）：北凉政权沮渠蒙逊年号
  - 永康（412年八月-419年）：西秦政权乞伏炽磐年号
  - 建初（405年-417年二月）：西凉政权李暠年号
  - 嘉兴（417年二月-420年七月）：西凉政权李歆年号
  - 凤翔（413年三月-418年十月）：夏国政权赫连勃勃年号
  - 太平（409年十月-430年）：北燕政权冯跋年号
  - 神瑞（414年-416年四月）：北魏政权拓跋嗣年号
  - 泰常（416年四月-423年）：北魏政权拓跋嗣年号
  - 建平（415年三月-416年九月）：白亚栗斯、刘虎年号